# B71 산두르
B71 산두르(B71 Sandoy)는 1971년에 창단된 페로 제도 산두르의 축구 클럽으로, 현재 페로 제도 프리미어리그에서 활동하고 있다.

## 성적
- 페로 제도 프리미어리그
  - 우승 1회 (1989)
  - 3위 1회 (1994)
- 페로 제도 1부 리그
  - 우승 4회 (1988, 1991, 1998, 2006)
  - 준우승 4회 (2002, 2004, 2005, 2009)
- 페로 제도 2부 리그
  - 우승 1회 (1986)
- 페로 제도 컵
  - 우승 1회 (1993)
  - 준우승 2회 (1989, 1994)
- FSF 트로피
  - 우승 1회 (2004)
  - 준우승 1회 (2005)